# Идель (посёлок, Карелия)
И́дель — посёлок в Сегежском районе Республики Карелия, административный центр Идельского сельского поселения.

## Общие сведения
Посёлок находится в 58 км по автодороге к северу от Сегежи, на восточном берегу Беломорско-Балтийского канала, в месте впадения реки Идель в реку Нижний Выг.
В посёлке расположена одноимённая железнодорожная станция на линии Петрозаводск — Мурманск.
Посёлок возник в 1933 в связи со строительством Беломорско-Балтийского канала. 13 августа 1943 года Идель получил статус посёлка городского типа. С 1991 года — сельский населённый пункт.
Действует клуб, библиотека, фельдшерский пункт.

## Памятники истории
В сквере перед зданием ж/д вокзала, сохраняется братская могила 15 советских воинов Карельского фронта, погибших в годы Советско-финской войны (1941—1944). В 1958 году на могиле установлен памятник.

## Население
| 1959 | 1970  | 1979  | 1989 | 2002 | 2009 | 2010 |
| ---- | ----- | ----- | ---- | ---- | ---- | ---- |
| 3236 | ↘1379 | ↘1041 | ↘863 | ↘712 | ↘590 | ↘454 |
| 2013 |       |       |      |      |      |      |
| ↘436 |       |       |      |      |      |      |

## Улицы
- ул. Гористая
- ул. Деповская
- ул. Железнодорожная
- ул. Заречная
- ул. Заречный посёлок
- ул. Молодёжная
- ул. Набережная
- ул. Новая
- ул. Славная
- ул. Советская
- ул. Центральная
- ул. Школьная